# Galbalcyrhynchus
Galbalcyrhynchus là một chi chim trong họ Galbulidae.